# Umbauverbot
Umbauverbot ist ein Fachbegriff des Eisenbahnwesens in Deutschland und bezeichnet ein Verbot, die Innenanlage eines Stellwerkes zu ändern.
Es wird vom Eisenbahn-Bundesamt oder vom Infrastrukturbetreiber ausgesprochen und gilt für einen bestimmten Zeitraum oder bis auf weiteres. Grund sind meist Sicherheitsgründe, weil die Aderisolierung der Innenraumverdrahtung, teilweise auch der Kabelanlage versprödet ist, die Anlage nicht mehr dem Stand der Technik entspricht oder für Änderungen keine Teile mehr verfügbar sind. Bei einem vorliegenden Umbauverbot wird zur Kompensation meist bereits ein neues Stellwerk geplant und in absehbarer Zeit umgesetzt.
Die Deutsche Bahn gab an, dass 2019 5 % der Stellwerkstechniken (überwiegend mechanische, elektromechanische und Relaisstellwerke) mit Umbauverboten belegt waren. Zum Stand 1. August 2022 bestanden Umbauverbote für 266 der rund 2700 Stellwerke der Deutschen Bahn, davon für 72 mechanische Stellwerke, 19 elektromechanische Stellwerke, 175 Relaisstellwerke und keine elektronische Stellwerke. 2019 waren nach Angaben der Deutschen Bahn zudem 3100 Bahnübergangsanlagen (vor allem EBÜT 80) von Umbauverboten betroffen.